# Zbombardowanie szkoły w Al-Jawni
Zbombardowanie szkoły w Al-Jawni – masakra, do jakiej doszło 11 września 2024, kiedy Siły Obronne Izraela (IDF) zbombardowały prowadzoną przez ONZ szkołę Al-Jawni w obozie uchodźców Muchajjam an-Nusajrat w środkowej Strefie Gazy. Szkoła służyła jako schronienie dla osób przesiedlonych w wyniku izraelskiej inwazji na Gazę, w tym kobiet i dzieci. 
Według ratowników zginęło 18 osób, a ponad 44 zostały ranne. Wśród ofiar śmiertelnych znalazło się sześciu pracowników ONZ, w tym kierownik schroniska prowadzonego przez UNRWA. Był to najtragiczniejszy w skutkach atak na personel ONZ podczas wojny w Gazie, zwiększając liczbę zabitych pracowników UNRWA od początku konfliktu do 220. Atak ten był jednym z wielu wymierzonych w szkoły podczas izraelskiej inwazji oraz piątym zbombardowaniem szkoły Al-Jawni od października 2023.

## Tło
Szkoła Al-Jawni, prowadzona przez UNRWA, była jednym z wielu obiektów wykorzystywanych jako schronienie dla uchodźców. 6 lipca 2024 w wyniku izraelskiego nalotu na tę samą placówkę zginęło 16 osób. W kolejnych dniach izraelskie siły zaatakowały inne obiekty edukacyjne i religijne w Strefie Gazy, w tym szkołę Świętej Rodziny w Gaza (7 lipca) oraz inną szkołę UNRWA w Nuseirat (8 lipca). Philippe Lazzarini, komisarz generalny UNRWA, poinformował, że od początku konfliktu izraelskie ataki dotknęły dwie trzecie wszystkich szkół prowadzonych przez agencję w Strefie Gazy. Szkoła Al-Jawni była również wykorzystywana jako punkt szczepień przeciwko polio, zaledwie tydzień przed atakiem z 11 września. 
25 marca 2024 Rada Bezpieczeństwa ONZ przyjęła rezolucję wzywającą do natychmiastowego zawieszenia broni w wojnie w Gazie.

## Przebieg ataku
Według informacji przekazanych przez UNRWA i lokalne źródła, izraelskie siły zbrojne przeprowadziły dwa precyzyjne naloty na teren szkoły Al-Jawni. W momencie ataku na jej terenie znajdowało się około 12 000 osób, głównie kobiety i dzieci. Zginęło co najmniej 18 osób, w tym sześciu pracowników UNRWA, którzy tuż przed nalotem zakończyli dystrybucję pomocy humanitarnej.
IDF poinformowały, że celem ataku było centrum dowodzenia Hamasu działające wewnątrz obiektu. Strona izraelska stwierdziła, że trzej spośród zabitych pracowników ONZ byli członkami Hamasu, jednak nie przedstawiła na to dowodów. UNRWA zaprzeczyła tym twierdzeniom, informując, że wszyscy zabici pracownicy byli nauczycielami.
Świadkowie zdarzenia relacjonowali znaczne zniszczenia i liczne ofiary wśród ludności cywilnej. Według ich relacji, w szkole nie przebywały osoby związane z działalnością zbrojną, a głównym celem przebywających tam ludzi było uzyskanie pomocy i schronienia.

## Reakcje międzynarodowe
Sekretarz Generalny ONZ António Guterres określił działania izraelskich sił w Gazie jako „całkowicie nieakceptowalne”. Komisarz generalny UNRWA Philippe Lazzarini potępił „niekończące się i bezsensowne zabijanie” oraz podkreślił, że personel humanitarny i infrastruktura cywilna są systematycznie atakowane od początku konfliktu.
Szefowa Światowego Programu Żywnościowego (WFP) Cindy McCain wyraziła głębokie ubolewanie z powodu śmierci sześciu pracowników ONZ, uznając atak za „absolutnie niedopuszczalny”. Unia Europejska, poprzez swojego przedstawiciela ds. polityki zagranicznej Josepa Borrella, potępiła atak, zwracając uwagę na ciągłe naruszanie zasad międzynarodowego prawa humanitarnego. Katar określił zdarzenie mianem „przerażającej masakry” i zaapelował o przeprowadzenie niezależnego śledztwa pod egidą ONZ.
Władze Izraela, w odpowiedzi na krytykę, stwierdził, że działania IDF są częścią „sprawiedliwej wojny z organizacjami terrorystycznymi”.